# Haus Basse

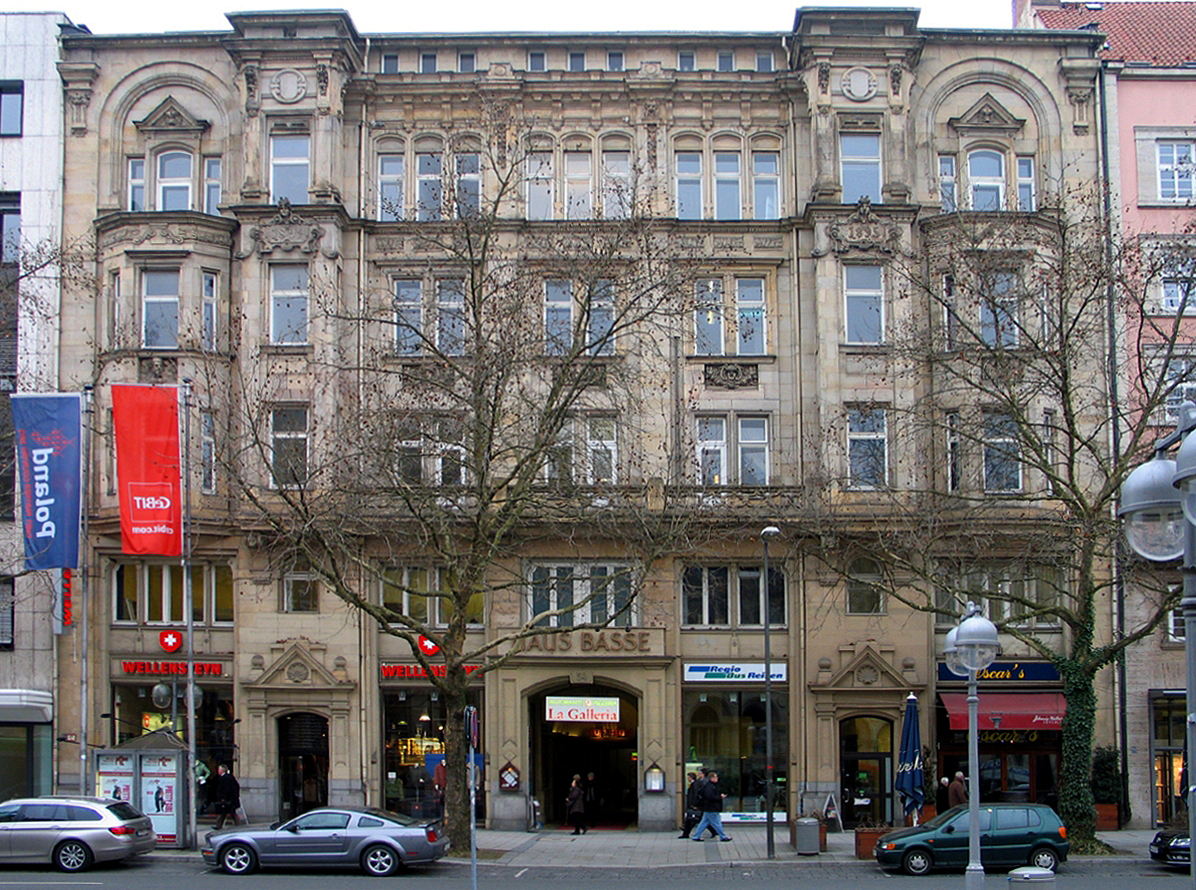
„Haus Basse“ hinter Platanen in der Georgstraße 54, heute unter anderem Spielstätte für das Neue Theater

Das Haus Basse in Hannover, auch als Bankhaus Basse oder Bassebank bezeichnet, war eine im 19. Jahrhundert gegründete Privatbank. Standort des auch schlicht als „Bankhaus Wilhelm Basse“ bezeichneten, heute denkmalgeschützten Bankhauses, zugleich das älteste erhaltene Gebäude unmittelbar an der Georgstraße, ist die Georgstraße 54 im hannoverschen Stadtteil Mitte.

## Geschichte
Das Bankinstitut wurde in der späten Gründerzeit des Deutschen Kaiserreichs im Jahr 1890 gegründet von Wilhelm Basse, dem Sohn des Bankiers August Basse. Zu seinem Kundenstamm zählte das Bankhaus von Anfang an die Familie der Welfen, die nach der Annexion des Königreichs Hannover durch Preußen ins Exil emigriert war. Als eines der angesehensten privaten Bankhäuser der ehemaligen Residenzstadt Hannover bediente das Haus Basse zudem sämtliche Sparten des Bankgeschäfts.

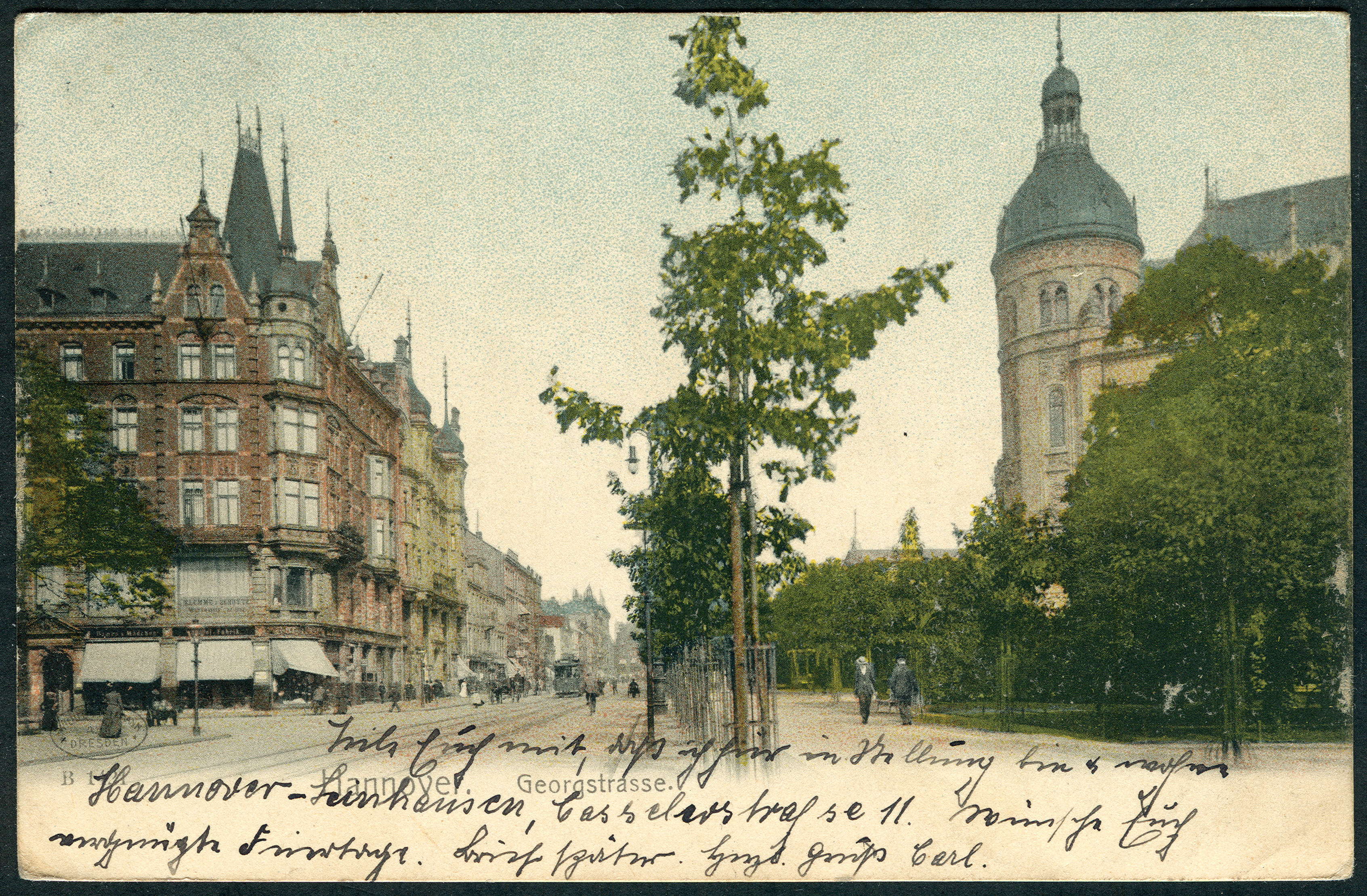
Ursprünglich bekrönten zwei Turmhelme das Haus Basse (2. Haus von links);
rechts die Hannoversche Bank am Georgsplatz;
farbig lithographierte Ansichtskarte Nr. 1421 B der Wilhelm Hoffmann AG, Dresden

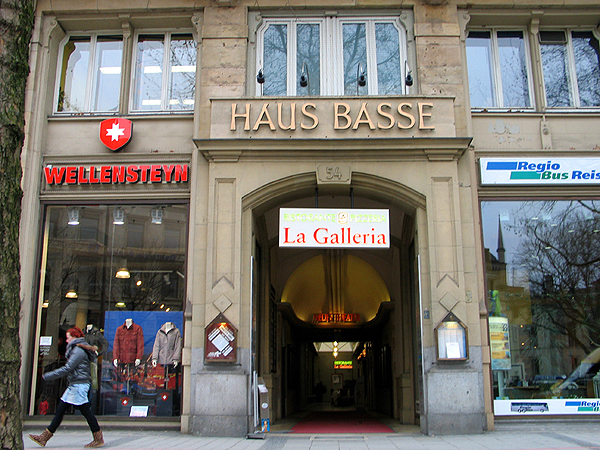
Sockelgeschoss über zwei Geschosse; im Salon von Käte Steinitz in der Bel Etage gab sich die internationale Avantgarde ein Stelldichein

In den Jahren zwischen 1891 und 1895 ließ sich Wilhelm Basse den seinerzeitigen Neubau an der Georgstraße errichten. Der Architekt Friedrich Geb verkleidete die zur Straßenseite gelegene symmetrische Fassade mit Werkstein-Platten, während der Gebäudeschmuck in den Formen der Neorenaissance und des Neobarock ausformuliert wurde. Vorgezeichnet waren die Ausbildung des Sockelgeschosses über zwei Geschosse sowie das Vorspringen der oberen Etagen durch Erker und Balustrade.

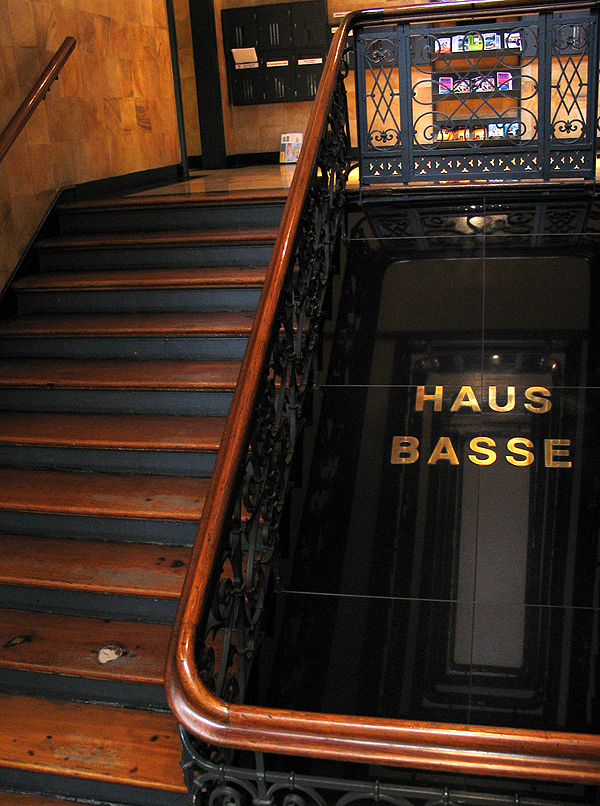
Bewusst belassene Brandflecken auf den Treppenstufen zum Ersten Stockwerk

Einige der bekanntesten Mieter von Wilhelm Basse, der unter anderem einer „der wichtigsten Mäzene der Kestner-Gesellschaft“ war, waren das Ehepaar Käte und Ernst Steinitz, das nach dem Ersten Weltkrieg und zu Beginn der Weimarer Republik von Berlin nach Hannover gezogen war. In der Wohnung des Ehepaares im Haus Basse, im Salon von Käte Steinitz in der Bel Etage, traf sich bald die internationale Avantgarde der seinerzeitigen Kunst- und Geistesszene, darunter beispielsweise Kurt Schwitters, Christof Spengemann, El Lissitzky, Mary Wigman oder Herwarth Walden, aber auch Raoul Hausmann, Lazlo Moholy-Nagy, Ludwig Hilbesheimer, Vertreter der Bohème wie Ada und Theodor Lessing, Claire Waldoff und Lucy Otto-Hillebrand ebenso wie Raoul Hausmann und viele andere. Käte Steinitz schrieb unter anderem Beiträge für das Feuilleton der im benachbarten Kurierhaus herausgegebenen Tageszeitung Hannoverscher Kurier.
Ende der 1920er Jahre schrieb der Sohn des Bankengründers, Wilfried Basse, Filmgeschichte, als er im Haus Basse seine Arbeit als Dokumentarfilmer aufnahm. Einer der häufigen Gäste von Käte Steinnitz im Hause war aber auch ihr Journalisten-Kollege Curt Habicht, den die später in die Vereinigten Staaten von Amerika emigrierte Künstlerin nachträglich in ihrem Gästebuch durchstreichen sollte mit den Worten: „Hat Bücher verbrannt.“ Gemeint war die Änderung der scheinbaren Gesinnung ihres ehemaligen Gastes Habicht im Haus Basse nach der Machtergreifung durch die Nationalsozialisten, gemeint war Habichts aktive Teilhabe an der Bücherverbrennung in Hannover.
Nachdem später auch jüdische Einrichtungen brannten wie etwa die Neue Synagoge 1938 während der sogenannten „Reichskristallnacht“, dann auch millionenfach Menschen in den Vernichtungslagern der Nationalsozialisten, wurde auch das Haus Basse während der Luftangriffe auf Hannover ein Opfer der Flammen: In der Kriegsnacht vom 8. auf den 9. Oktober 1943 zerstörte eine Brandbombe der Alliierten der Anti-Hitler-Koalition Teile des Gebäudes, insbesondere das Dachgeschoss.

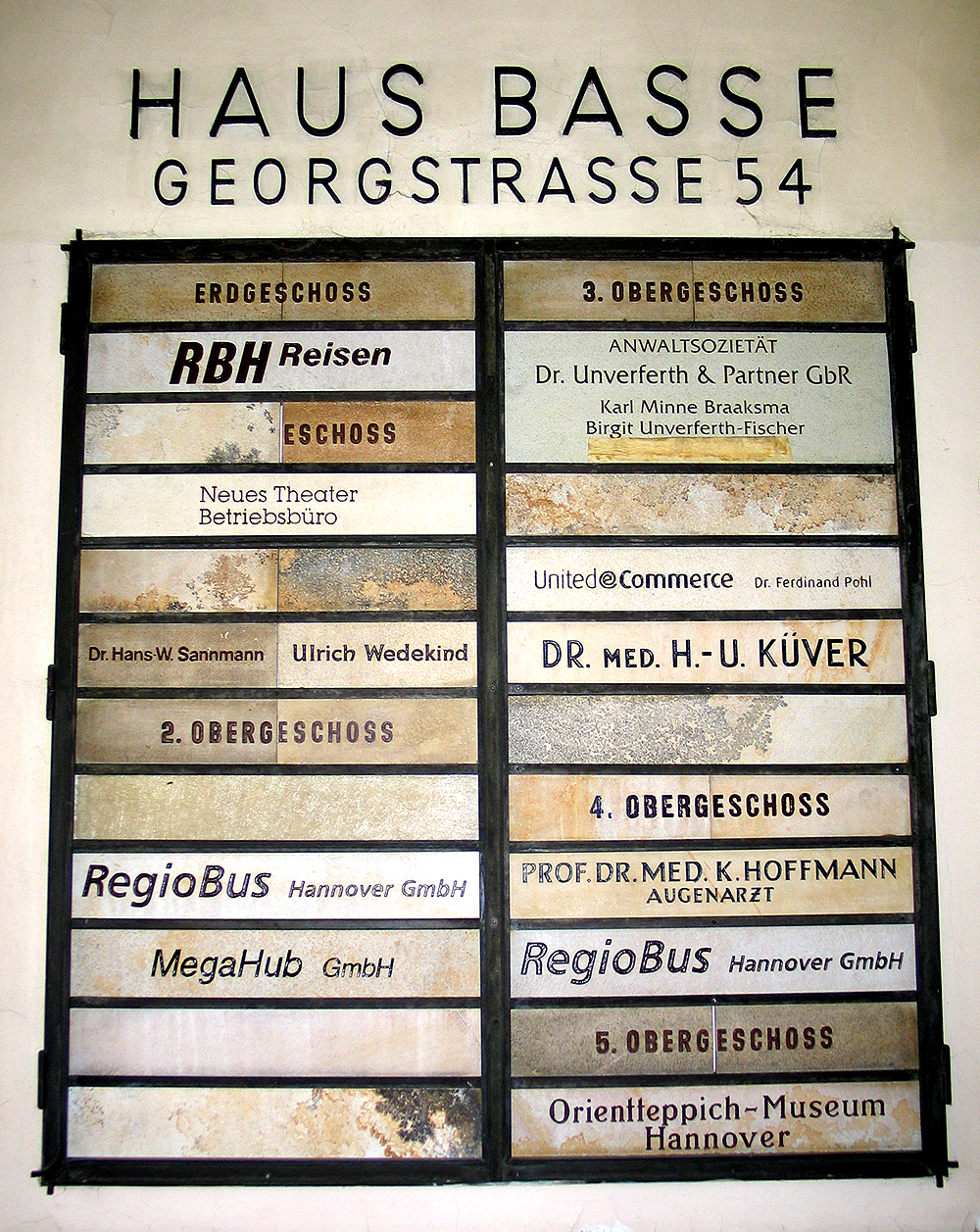
Zu den Mietern zählte auch das „Orientteppich-Museum Hannover“

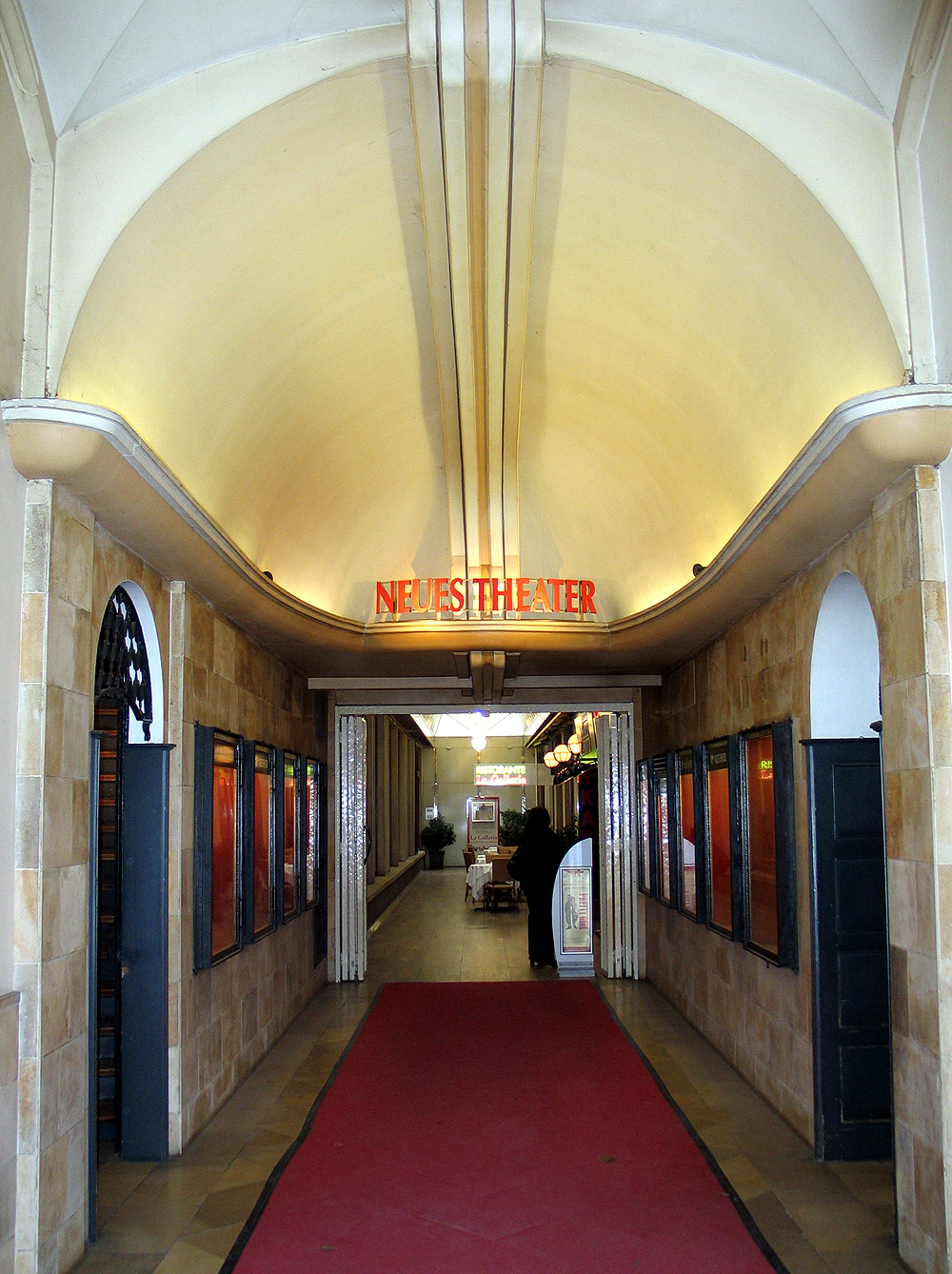
Zugang zu Neuem Theater und Restauration

Nach dem Ende des Krieges und der Sanierung des Gebäudes beließ die Eigentümerin der Immobilie ganz bewusst einige Brandspuren auf den hölzernen Stufen im Treppenhaus der Bassebank, brachte hierzu eigens eine erläuternde Gedenktafel im ersten Obergeschoss des Bankhauses an.
1985 wurde die Bassebank – die vorletzte hannoversche Privatbank – „[...] wegen Zahlungsunfähigkeit durch das Bundesaufsichtsamt für das Kreditwesen“ geschlossen.